# Willfried Spohn
Willfried Spohn (* 6. Dezember 1944; † 16. Januar 2012) war ein deutscher Soziologe. 

## Leben

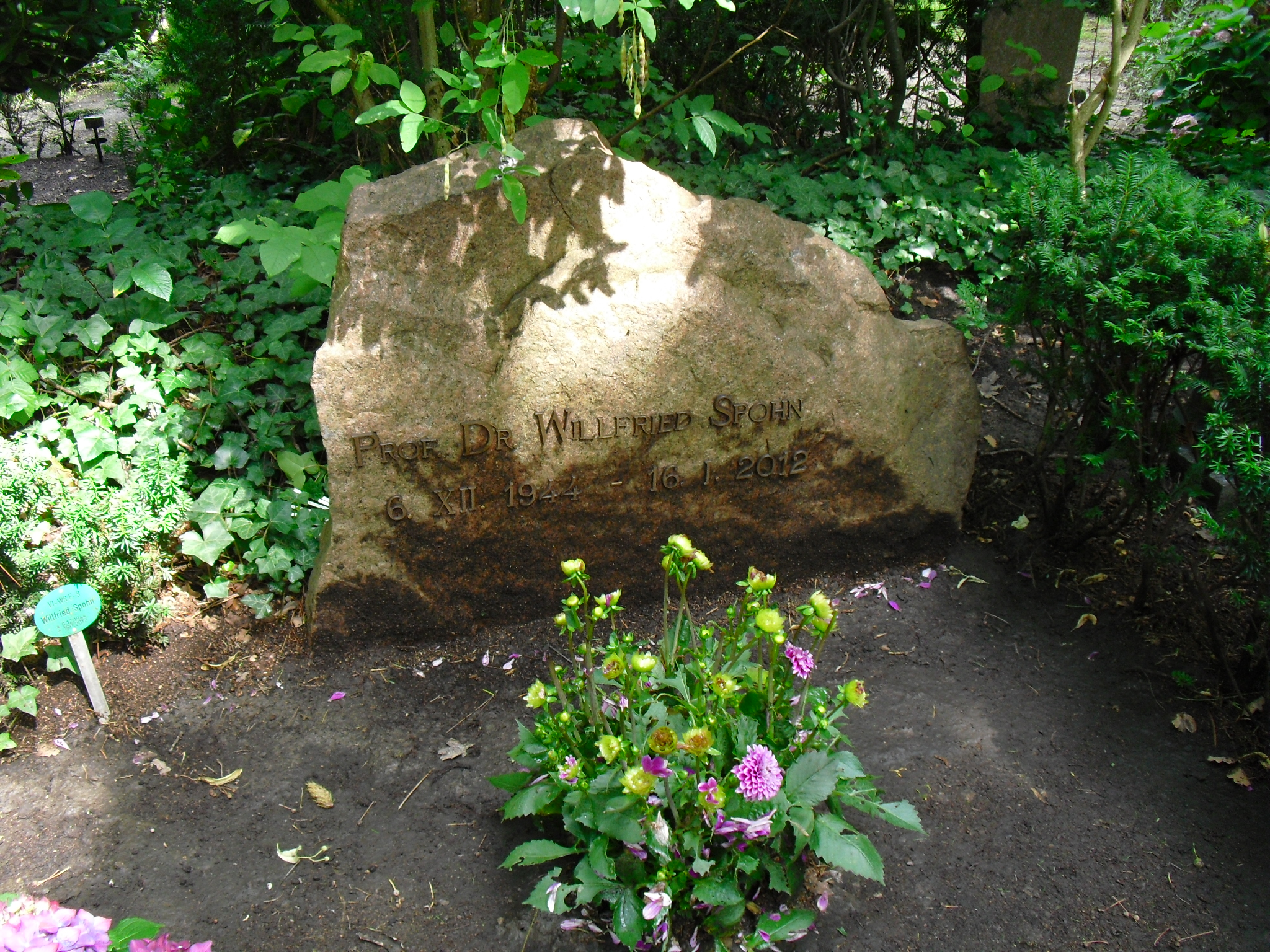
Grab auf dem Friedhof Lichterfelde

Spohn studierte von 1964 bis 1970 Soziologie, Politologie, Geschichte und Evangelische Theologie in Tübingen und Berlin. Er promovierte 1976 an der Freien Universität Berlin mit einem historischen Thema Weltmarktkonkurrenz und Industrialisierung Deutschlands 1870–1914. 1984 erfolgte dort seine Habilitation mit der Schrift Soziologie und Geschichte – Kritik der Kontroverse zwischen Edward P. Thompson und Perry Anderson. In der Zeit zwischen 1970 und 1984 war als Assistent, Assistenzprofessor und Privatdozent am Institut für Soziologie der FU Berlin beschäftigt. 
Spohn hatte Aufenthalte als Fellow und Dozent an verschiedenen US-amerikanischen Universitäten und 1999 bis 2001 am Europäischen Hochschulinstitut Florenz. Darauf war er Forschungsleiter im EURONAT-Projekt, das an der Europa-Universität Viadrina Frankfurt-Oder angesiedelt ist. Eine Vertretungsprofessur führte Spohn 2004 nach Berlin und 2006 eine Gastprofessur an die Universität Eichstätt. Zuletzt war er Leiter des Lehrstuhls für Gesellschafts- und Wirtschaftswissenschaften am Willy-Brandt-Zentrum für Deutschland- und Europastudien der Universität Breslau.
Spohn arbeitete zur Religionssoziologie, der Soziologie des Nationalismus und der Gruppen. Er war Vice-President bei der Workgroup 02 Historical and Comparative Sociology der International Sociological Association.
Spohn verstarb bei einem Autounfall. Er wurde auf dem Friedhof Lichterfelde in Berlin beerdigt. Er war Bruder des mathematischen Physikers Herbert Spohn und des Philosophen und Wissenschaftstheoretikers Wolfgang Spohn.

## Schriften (Auswahl)
- Politik und Religion in einer sich globalisierenden Welt, Verlag für Sozialwissenschaften, Wiesbaden 2008, ISBN 978-3-531-16076-4
- als Herausgeber mit Klaus Eder: Collective Memory and European Identity. The Effects of Integration and Enlargement, Ashgate, Aldershot u. a. 2005, ISBN 0-7546-4401-4
- als Herausgeber mit Atsuko Ichijo: Entangled Identities. Nations and Europe. Ashgate, Aldershot u. a. 2005, ISBN 0-7546-4372-7
- als Herausgeber mit Anna Triandafyllidou: Europeanisation, National Identities and Migration. Changes in Boundary Constructions between Western and Eastern Europe (= Routledge Advances in Sociology, Bd. 5), Routledge, London u. a. 2003, ISBN 0-415-29667-6
- als Herausgeber: Kulturanalyse und vergleichende Forschung in Sozialgeschichte und historischer Soziologie (= Comparativ, Jg. 8, Heft 1 = Schwerpunktheft), Leipziger Universitäts-Verlag, Leipzig 1998, ISBN 3-931922-98-7
- als Herausgeber mit Stephen E. Hanson: Can Europe Work? Germany and the Reconstruction of Postcommunist Societies, University of Washington Press, Seattle WA u. a. 1995, ISBN 0-295-97460-5